# جود غرين
جود غرين (بالإنجليزية: Judd Green)‏ هو ممثل بريطاني (وحمل سابقاً جنسية المملكة المتحدة لبريطانيا العظمى وأيرلندا)، ولد في 1866 في المملكة المتحدة، وتوفي في 1932.

## وصلات خارجية
- جود غرين على موقع IMDb (الإنجليزية)
- جود غرين على موقع قاعدة بيانات الفيلم (الإنجليزية)